# Hugh Clarence Tucker
Hugh Clarence Tucker ou simplesmente Rev. Tucker (4 de Outubro de 1857 – 5 de Novembro de 1956) foi um dos mais importantes missionários metodistas norte-americanos no Brasil.  Em 1891, Dr. Tucker casou-se com Elvira Granbery (antes Ella Granbery) , filha do bispo John Cowper Granbery. Tiveram um casal de filhos, sendo que o menino faleceu de febre amarela, ainda pequeno. Humanitário, ex-agente da sociedade bíblica norte americana, Tucker foi mais conhecido pela sua liderança na ajuda do estabelecimento do protestantismo no Brasil através da difusão da bíblia protestante e da promoção de diversas ações de cunho social, estabelecendo o primeiro serviço social evangélico beneficente, o ICP. Foi o primeiro Pastor da Union Church (1888) e foi pastor da Igreja Metodista do Catete, conhecida também como Catedral Metodista do Rio.
Foi o mais importante representante do evangelho social no Brasil.

## Biografia

### Sociedade Bíblica Americana
Tucker chegou ao Brasil em 1886 e foi o terceiro Agente da Sociedade Bíblica Norte americana no Brasil. Pela Sociedade Bíblica Americana,  dirigiu os trabalhos da Tradução Brasileira e construiu o primeiro prédio para a organização. A sua bíblia (Tradução Brasileira) seria mais tarde produzida pela Sociedade Bíblica do Brasil. No final de sua carreira tinha distribuído mais de 2 milhões de bíblias. Essa experiencia o fez escrever o livro "The Bible in Brazil: colporter experiences".

### Realizações à frente da Igreja Metodista
Na Igreja Metodista ajudou a formar a menor conferencia anual da Igreja Episcopal Metodista (3 pessoas). Fala Tucker em suas memórias: "A necessidade era urgente e o Bispo Granbery organizou formalmente  o menor Concílio Anual jamais organizado  na história da Igreja Metodista do Sul. Havia só 3 membros: Reverendo J. L. Kennedy, do Tennessee, Reverendo J. W. Tarboux, da Carolina do Sul, e eu próprio. Desses só eu fiquei. Dr. Kennedy veio para o Brasil em 1881 e serviu a Igreja e ao país por 61 anos". Segundo o historiador José Gonçalves "Foi ela a mais "sui generis" de todas as conferências do metodismo, pois arrolou apenas três membros e atirou sobre seus ombros grandes responsabilidades".
Tucker foi pastor da Igreja Metodista do Catete. Diz Tucker: "Esta foi a primeira casa de cultos construída pela Igreja Metodista no Brasil e foi inaugurada em setembro de 1882. Duas congregações prestavam culto na capela: a igreja brasileira, de língua portuguesa com 42 membros e a congregação de pessoas de língua inglesa, com 39 almas que ele viera para servir".
Tucker colaborou efetivamente na expansão da missão educacional da igreja metodista como citado por Ismael Forte Valentim. Diz Tucker: ¨Notamos com prazer que elles (diretores do Colégios Metodistas) estão dando grande importância à educação religiosa; notamos também que não é só nesses estabelecimentos que dão esses ensinos, pois grande porcentagem delles assistem às nossas Escolas Dominicais. (Conferência Anual Brasileira, 4ª sessão, 14/08/1915, p. 31)."

### Instituto Central do Povo
O Instituto Central do Povo, situado no morro da Providência, instituição social e educacional que teve o seu início em 13 de maio de 1906 com a celebração de um culto, em um salão alugado na Rua do Acre, 17, na qual participaram 200 pessoas, sob a direção do Rev. Hugh Clarence Tucker.  Assim surgiu a “Missão Central” – durante o dia era escola infantil e centro social, e à noite promovia alfabetização de adultos. Aos domingos era Igreja Metodista. Em Londres, Mr. Charles Hay Walker, titular da firma que estava construindo o Cais do Porto do Rio de Janeiro, ordenou ao seu gerente no Rio que entregasse ao Dr. Tucker um donativo de 250 mil libras, e ainda se comprometeu a pagar o aluguel do “Templo-Escola” durante sete anos, período previsto para a conclusão das obras do Cais do Porto".

Sob a orientação do Dr. Tucker o ICP iniciou várias atividades marcantes, como os registros a seguir: 

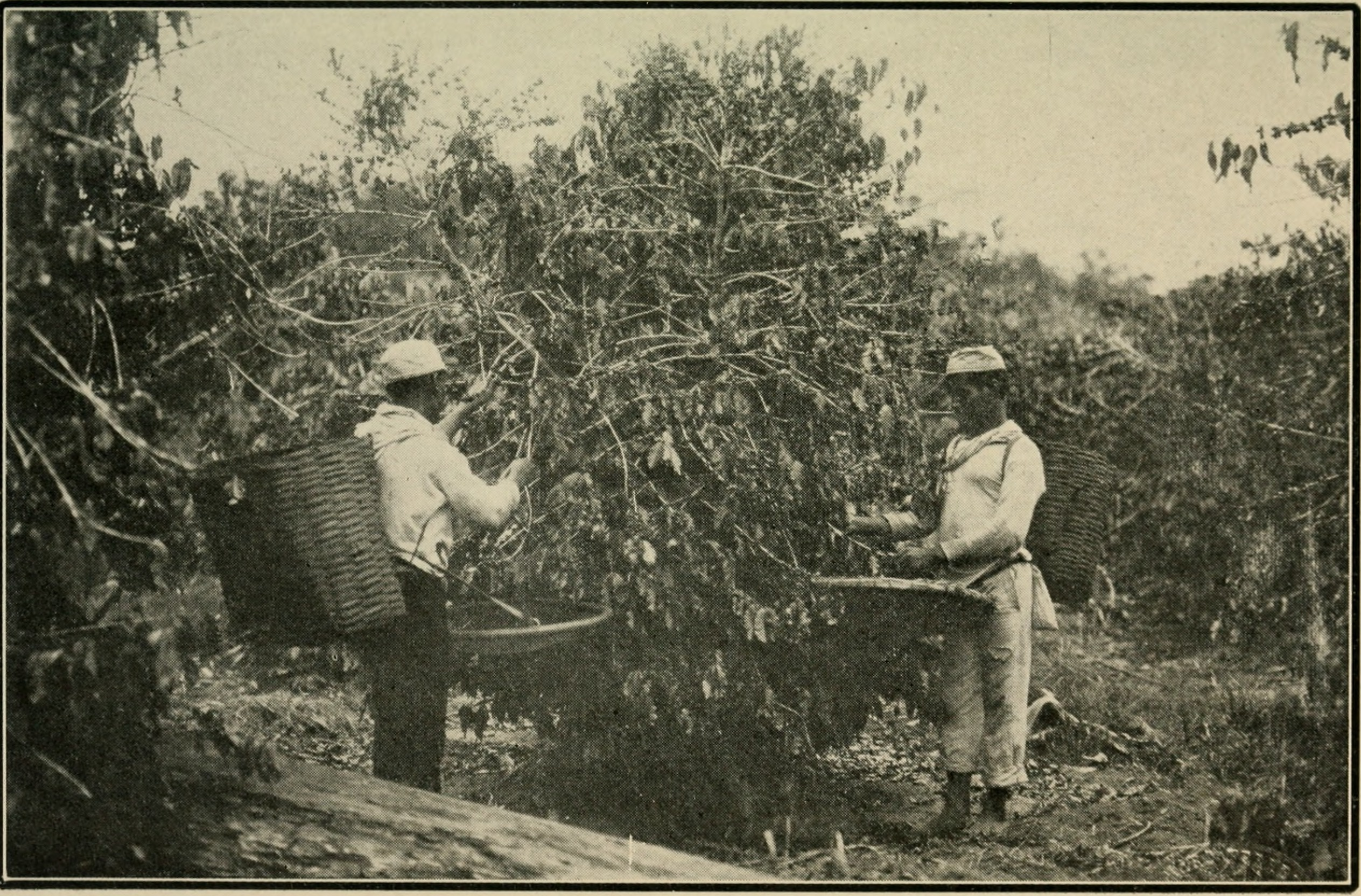

- Em colaboração com o Médico – Sanitarista Dr. Oswaldo Cruz, foi lançada a Campanha contra a febre amarela e depois contra a tuberculose. Tucker louva os esforços da fundação Rockefeller nesse objetivo de ajudar o Brasil a vencer epidemias.
- O primeiro Dispensário do País (consultórios médico e dentário, farmácia e laboratório e as primeiras classes de enfermagem e primeiros socorros);
- Em convênio com o Distrito Federal estabeleceu o primeiro consultório de higiene infantil, embrião dos Postos de Saúde Pública no Brasil; 
- Curso de Culinária e Nutrição Modelo para uma geração;
- Em parceria com o Prefeito Dr. Bento Ribeiro, foi criado o Primeiro Campo de Recreio (Playground)
- Sob a direção do Dr. Brasil Silvado Júnior foi iniciado o primeiro Projeto de Ação Social para Surdos;
- Primeiro Jardim de Infância no Rio de Janeiro;
- Em 1913 iniciou-se o Primeiro Curso de Datilografia para trabalhadores de baixa renda.
- Teve como lider do ICP Charles Long. 1918 no Brazilian review
- Participou  do Primeiro Congresso Brasileiro de Proteção à Infância 1922.
- Em 1941 Convênio com a prefeitura.

### Escritos
Escreveu vários artigos como Secretário de Ação Social da Igreja Metodista, nos quais citou autores como Francis G. Peabody, da Universidade de Harvard, que em 1900, publicou "Jesus Cristo e a questão social", em que faz um estudo cuidadoso e profundo dos ensinamentos de Jesus com relação aos problemas sociais de sua época. Outro autor citado por ele foi Walter Rauschenbush e os seus livros "O Cristianismo e a crise social" e "Cristianizando a ordem social".
Em seus textos, citava frequentemente o "Credo Social", aprovado pelo Concílio Federal das Igrejas de Cristo na América do Norte e artigos publicados pelo Secretário Executivo de Ação Social do Federal Council of Christian Churches, dos Estados Unidos, retratando o compromisso da igreja com as questões sociais da sociedade de seu tempo.
Acreditava que a criminalidade era fruto do abandono a que estavam submetidos os pobres e nenhum resultado positivo poderia ser alcançado simplesmente com leis mais severas e repressão policial. Portanto, propôs a realização de um trabalho preventivo junto às crianças, visando mudanças nas condições de vida, o que somente poderia ser alcançado com maior apoio à educação, cultura e proteção da infância, sustentando que o trabalho infantil deveria ser totalmente abolido.
Além disso, defendia o seguro social para doenças e desemprego, pensões para as viúvas que tem filhos, a obrigatoriedade do Estado na proteção das crianças com um tratamento “hábil e científico” e parques públicos abundantes nas cidades para as crianças brincarem protegida e sadiamente.
Sustentava que que o misticismo indiferente aos sofrimentos do homem, não era suficiente para os desafios do mundo moderno, por isso pregava que o Evangelho seria uma força social transformadora. Citando documento produzido pelo Federal Council of Christian Churches, nos Estados Unidos, ele dizia que:
| “ | A igreja não põe os alicerces de uma ordem social. Ela os revela. Eles já estão postos... A igreja deve testemunhar a verdade, que deve moldar as relações industriais, e se esforçar para criar o espirito de fraternidade, no qual somente as verdades podem operar. A igreja deve corajosamente, apaixonadamente entregar-se ao desenvolvimento de todas as reformas que visam a proteção dos fracos, a restrição dos que têm falta de escrúpulos, a abolição da injustiça. A aquisição de igualdade de oportunidades, o estabelecimento de condições higiênicas de vida. Nada que interessa á vida humana deve ficar alheio à Igreja de Cristo. Seu privilégio e tarefa são medidos pela simpatia, pelo amor e pelo sacrifício de Cristo. A igreja esta aqui para representar Cristo. | ” |

### Um lider da comunidade Norte Americana no Brasil.
Rev Tucker foi um dos líderes da American Society, Sua atuação era percebida nos periódicos cristãos e não cristãos de sua época. Ajudou a organizar a Associação Cristã de Moços (ACM) no Brasil. Ajudou a fundar o hospital dos estrangeiros que viria a se tornar o hospital evangélico do Rio de Janeiro. Tinha entre seus visitantes na Igreja do Catete o próprio embaixador norte americano. Sua ação como líder norte americano no Brasil levou-o a manter relações com importantes lideranças brasileiras como José Carlos Rodriges do Jornal do Comércio.

### Líder da unidade protestante
Em julho de 1903, foi escolhido como primeiro presidente da Aliança Evangélica do Brasil, entidade, que segundo seus estatutos, tinha como objetivos:
| “ | [...] realizar de modo visível a união substancial das igrejas evangélicas no Brasil, e a comunhão dos santos na vida e marcha triunfante da igreja de nosso Senhor Jesus Cristo sobre a terra. União dos corações e dos esforços de todos os crentes evangélicos no Brasil, sem qualquer intervenção na economia ou liberdade de ação das diversas denominações evangélicas | ” |

Foi líder ecumênico que participou da conferência de Edimburgo, enquanto primeiro líder da primeira Aliança evangélica do Brasil. Segundo Carlos Barros Gonçalves; "Os reverendos metodistas H. C. Tucker e J. W. Tarboux, que atuavam no Brasil,escreveram ao jornal Expositor Cristão para relatar aos brasileiros suas experiências em Edimburgo"
Participou de diversas campanhas interdenominacionais, encontros e eventos. Foi um dos fundadores do Hospital dos estrangeiros que posteriormente se tornou o Hospital evangélico. Tucker é retratado pelo jornal "Brazilian Review" datado de 2 de abril de 1901 como presidente do conselho do hospital dos estrangeiros.

### Legado
Ajudou a fundar a Associação Cristã de Moços (ACM), o Hospital Evangélico, o Hospital dos Estrangeiros, o Instituto Brasil Estados Unidos (IBEU), e a Sociedade Americana. Foi Conselheiro do Colégio Granbery, da Imprensa Metodista, e da Federação das Sociedades de Assistência aos Lázaros e de Defesa contra a Lepra. De 1939 – 1946, ele atuou como Secretário da Junta de Ação Social. Trabalhou com Grupos Ecumênicos Nacionais e Internacionais. Atuou em várias comissões de socorro aos flagelados da Ásia, Europa, e América Latina. Recebeu do Governo Federal a Comenda da Ordem do Cruzeiro do Sul. Delegado para congresso e Edimburgo, Conferência Mundial das Escolas Dominicais,palestrou no I encontro sobre proteção a crianças.
Além dos feitos diretos de Tucker, muitas das organizações que ajudou a organizar como ICP, ACM, além da Igreja Metodista do Catete continuam ativos. Um livro datado de 2015 retrata a importância da ACM (Associação Cristã de Moços) e de Tucker. Em 2015 houve evento de ação social organizado pelo conselho regional de assistentes sociais com participação ativa do ICP. Alem do legado institucional existem os livros e estudos a serem resgatados.

### Honrarias
Tucker foi homenageado com prédio que leva seu nome no Instituto Central do Povo. Recentemente foi construída escola Estadual que leva seu nome.
Foi o primeiro missionário a receber a Ordem Nacional do Cruzeiro do Sul, no grau de Oficial, por Decreto de 27 de março de 1944, confirmado por email endereçado do Itamarati e reportagem da revista Times. 

### Morte

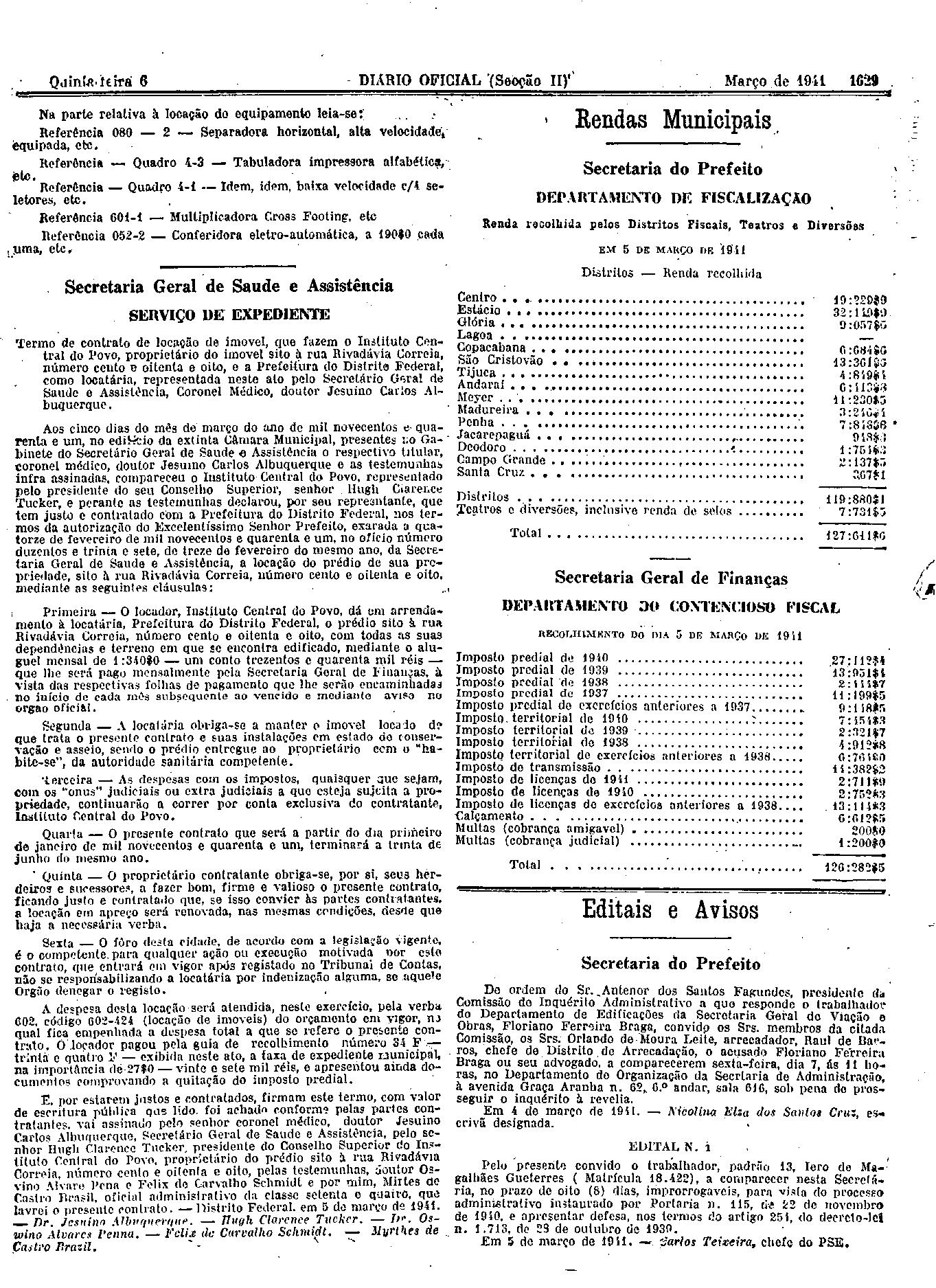
Diário oficial

Faleceu em 5 de Novembro de 1956.